# William Cornysh
William Cornysh le jeune (également épelé Cornyshe ou Cornish) (1465 - octobre 1523) est un compositeur, dramaturge, acteur et poète anglais des XVe et XVIe siècles.

## Biographie
Dans le seul poème de lui qui nous est parvenu, écrit à la prison de la Fleet, il affirme avoir été condamné sur de faux renseignements et donc accusé à tort, bien qu'on ne sache ce qu'était l'accusation. Il n'est peut-être pas le compositeur de la musique recueillie dans le Livre de chœur d'Eton, qui est peut-être de son père, lequel porte également le nom William Cornysh et meurt vers 1502. Cornysh le jeune occupe un poste prestigieux à la cour comme Master of the Children (en) de la chapelle royale, responsable des animations musicales et théâtrales à la cour et lors d'événements diplomatiques importants tels que le camp du drap d'or et des visites aux cours de France et du Saint-Empire romain germanique, fonction qu'il remplit jusqu'à sa mort.

## Musique
Le Livre de chœur d'Eton (compilé c.1490–1502) contient plusieurs compositions de Cornysh : un Salve Regina (qui se trouve aussi dans d'autres sources), un Stabat Mater, Ave Maria mater Dei, Gaude virgo mater Christi et un Gaude flore virginali à présent perdu. Le Livre de chœur de Caius (c.1518–1520) contient un Magnificat. D'autres sources font référence à des œuvres perdues : trois messes, un autre Stabat mater, un autre Magnificat, Altissimi potentia et Ad te purissima virgo. Il a également produit de la musique vocale profane et le fameux cantique anglais Woefully arrayed. Il existe également une œuvre instrumentale un peu savante en trois parties fondée sur les mesures de l'hexachorde et ses mutations, Fa la sol et autres morceaux sans titre. Ces œuvres profanes se trouvent dans ce qu'on appelle le livre de Fayrfax (copié en 1501).
Si toute la musique sacrée antérieure est du même Cornysh (le jeune) que la musique profane, alors c'était un compositeur de quelque envergure, mais pas sans parallèle. Les œuvres du « Browne » du livre de Fayrfax montrent une différence de style similaire à celles du John Browne du livre de chœur d'Eton mais sont néanmoins probablement du même compositeur. L'apparition du Magnificat de Cornysh (dans le même style que l’œuvre d'Eton) survient près de deux décennies après la mort de Cornysh l'ancien et est donc beaucoup plus probablement l’œuvre de Cornysh le jeune, alors de loin l'un des musiciens les plus importants du pays. En outre, les œuvres de Cornysh recueillies dans le livre de chœur d'Eton semblent être parmi les plus « modernes » dans cette collection. Bien qu'elles ne poursuivent pas l'approche simplificatrice de Fayrfax (un presque exact contemporain de Cornysh le jeune et son collègue à la cour et à la chapelle), et restent dans un style mélodique fleuri plus désuet, elles adoptent les manières pré-madrigaliennes (par exemple dans la disposition de mots comme clamorosa, crucifige  et debellandum dans le Stabat mater) et possèdent un sens particulièrement développé du mouvement tonal (dans le Stabat mater par exemple, l’amen final présente un emploi délibéré des fa-dièse comme notes principales pour donner un sens de cadence tonale en sol, ou recourt à des mi-bémol à Sathanam pour donner une cadence tonale en si-bémol, soulignant le caractère « fort » du texte à ce moment, en utilisant le mouvement de basse V-I), ainsi que l'adoption d'un sens plus moderne de l'expressive appoggiature dans des formes mélodiques et en faisant ressortir les contraintes du latin par de tels dispositifs (par exemple, de nouveau le Stabat mater, l'emploi d'appoggiatures dans la partie basse pour exprimer ContriSTANtem et doLENtem dans les toutes premières mesures et de nouveau dans Contemplari doLENtem cum filio?), et l'utilisation de gestes purement rhétoriques (tels que l'exclamation « O » par tout le chœur au milieu de la partie des solistes qui commence le Stabat mater). Il n'est pas impossible de voir dans ces manières le travail d'un grand dramaturge.
Les œuvres de John Browne occupent une place de choix dans le manuscrit d'Eton. Il semble que dans les exemples donnés ci-dessus Cornysh peut avoir imité Browne (son propre Stabat mater offre une disposition sous forme de madrigal du crucifige et son O Maria salvatoris Mater contient l'exclamation « En » (Oh) d'une manière similaire à l'interjection de Cornysh dans son Stabat mater).
Il semble ainsi que le Cornysh d'Eton a composé après Browne et cela placerait son œuvre parmi les plus tardives du livre de chœur d'Eton. Par ailleurs, ses façons ne semblent pas être celles d'un homme plus âgé, suggérant beaucoup plus un jeune et original compositeur. L'attribution traditionnelle de toutes les pièces à Cornysh (le jeune) est la plus généralement acceptée. Toutefois, la possibilité que les compositions d'Eton sont les œuvres d'une génération antérieure, si elle est vraie, entraîne d'intéressantes implications.
Dans son livret d'accompagnement du disque The Cardinall's Musick Latin Church Music, le musicologue David Skinner, avance l'idée que la musique en latin d'église pré-Réforme (y compris les œuvres dans le manuscrit d'Eton) a été composée par le père, tandis que le fils est le compositeur des pièces en anglais et des chansons courtoises.